# ژیلا مهرجویی
ژیلا مهرجویی (۱۱ مهر ۱۳۲۴ – ۸ آذر ۱۳۹۲) ، طراح صحنه و لباس ایرانی بود. وی خواهر داریوش مهرجویی بود.

## زندگی
ژیلا مهرجویی در ۱۱ مهر ۱۳۲۴ در تهران زاده شد. او فارغ‌التحصیل رشته کارگردانی از مدرسه عالی تلویزیون و سینما در سال ۱۳۵۱ بود و در رشته جامعه‌شناسی سینما از دانشگاه اوت اتور پاریس فوق لیسانس گرفته بود.
پس از آن در سمت‌های مختلف هنری از قبیل: دستیار کارگردان و برنامه‌ریز، منشی صحنه و مونتور حضور یافت و موفق به ساخت فیلم‌های مستند (۱۵ فیلم)، کوتاه داستانی و تبلیغاتی شد. او همچنین در یک مجموعه تلویزیونی و چندین فیلم سینمایی به عنوان طراح صحنه و لباس به ایفای نقش پرداخت و توانست دو بار در کشور فرانسه نمایشگاهی را در زمینه نمایش لباس‌های سنتی ایرانی برگزار کند. مهرجویی در سال ۱۳۸۱ فیلم «چناران» را ساخت و آن را به عنوان تز دانشگاهی خود تهیه نمود.
ژیلا مهرجویی در طول سالهای فعالیتش با کارگردان‌هایی چون داریوش مهرجویی (برادرش)، بهمن فرمان آرا، عباس کیارستمی و رخشان بنی اعتماد همکاری کرد. «اجاره نشین‌ها»، «هامون»، «بانو»، «سارا»، «لیلا»، «بوی کافور، عطر یاس» و «ننه گیلانه» از جمله فیلم‌هایی است که او طراحی صحنه و لباس آنها را برعهده داشت.
ژیلا مهرجویی در هجدهمین دوره جشنواره فیلم فجر برای «بوی کافور عطر یاس» و در بیستمین جشنواره فجر برای فیلم «خانه‌ای روی آب»، سیمرغ بلورین بهترین طراحی صحنه و لباس را گرفت. او همچنین در بیست و ششمین دوره جشنواره فجر برای فیلم «آتش سبز» سیمرغ بلورین بهترین طراحی صحنه و لباس را به صورت مشترک با شعله نواب تهرانی دریافت کرد.

خانم مهرجویی سال در گفتگویی با خبرگزاری میراث فرهنگی گفته بود که:
برای اینکه طراحان صحنه در کار خود به شناخت جامعی از محیط پیرامون خود برسند، "اول از همه باید بسیار با ادبیات کشورمان آشنا باشند. کتاب بخوانند. رمان‌های ایرانی بخوانند و با فضاهای ایرانی در هر نقطه‌ای آشنا بشوند. جغرافیای انسانی کشور و مختصات تاریخی‌مان را بدانند و جهان‌بینی بالایی نسبت به پیرامون خود داشته باشند. به راحتی از کنار هیچ چیزی گذر نکنند. پشتکار داشته باشند و هیچ گاه نگویند این کار را نمی‌توانم انجام دهم؛ و بعد از خواندن و اضافه کردن به علم خود باید آنقدر آزمون و خطا بکنند و کار بکنند و شاگردی بکنند تا به یک نتیجه خوب برسند."
ژیلا مهرجویی تحت جراحی قلب قرار گرفته بود و در بیمارستان بستری بود، به دلیل افت فشار بامداد جمعه، ۸ آذر ۱۳۹۲ (۲۹ نوامبر) در سن ۶۸ سالگی در تهران درگذشت. پیکر خانم مهرجویی، روز شنبه، از مقابل خانه سینما تشیع شد و در طالقان به خاک سپرده شد.

## فیلمشناخت

### طراحی صحنه و لباس
| سال  | نام فیلم                              | کارگردان         | طراحی صحنه | طراحی لباس | یادداشت                                                    |
| ---- | ------------------------------------- | ---------------- | ---------- | ---------- | ---------------------------------------------------------- |
| ۱۳۸۸ | آدم‌کش                                 | رضا کریمی        | آری        | آری        |                                                            |
| ۱۳۸۷ | زادبوم                                | ابوالحسن داوودی  | آری        | آری        |                                                            |
| ۱۳۸۶ | آتش سبز                               | محمدرضا اصلانی   | آری        | آری        |                                                            |
| ۱۳۸۶ | زن دوم                                | سیروس الوند      | آری        | آری        |                                                            |
| ۱۳۸۵ | پارک وی                               | فریدون جیرانی    | آری        | آری        |                                                            |
| ۱۳۸۵ | خون‌بازی                               | رخشان بنی اعتماد | آری        | آری        |                                                            |
| ۱۳۸۵ | گوشواره                               | وحید موسائیان    | آری        | آری        |                                                            |
| ۱۳۸۵ | سه زن                                 | منیژه حکمت       |            | آری        |                                                            |
| ۱۳۸۴ | عصر جمعه                              | مونا زندی        | آری        | آری        |                                                            |
| ۱۳۸۲ | تارا و تب توت فرنگی                   | سعید سهیلی       | آری        | آری        |                                                            |
| ۱۳۸۲ | روایت سه‌گانه (اپیزود سوم، ننه گیلانه) | رخشان بنی اعتماد | آری        | آری        |                                                            |
| ۱۳۸۲ | صبحانه‌ای برای دو نفر                  | مهدی صباغ‌زاده    | آری        | آری        | کاندیدا بهترین طراحی هنریهشتمین دوره جشن خانه سینما (۱۳۸۳) |
| ۱۳۸۱ | این زن حرف نمی‌زند                     | احمد امینی       | آری        | آری        |                                                            |
| ۱۳۸۰ | خانه‌ای روی آب                         | بهمن فرمان‌آرا    | آری        | آری        |                                                            |
| ۱۳۷۹ | چتری برای دو نفر                      | احمد امینی       | آری        | آری        |                                                            |
| ۱۳۷۹ | خاکستری                               | مهرداد میرفلاح   | آری        | آری        |                                                            |
| ۱۳۷۹ | مارال                                 | مهدی صباغ‌زاده    | آری        | آری        |                                                            |
| ۱۳۷۸ | بوی کافور، عطر یاس                    | بهمن فرمان‌آرا    | آری        | آری        | دوره هجدهم: سیمرغ بلورین بهترین طراحی صحنه                 |
| ۱۳۷۷ | عشق + ۲                               | رضا کریمی        | آری        | آری        |                                                            |
| ۱۳۷۵ | لیلا                                  | داریوش مهرجویی   | آری        | آری        |                                                            |
| ۱۳۷۱ | سارا                                  | داریوش مهرجویی   |            | آری        |                                                            |
| ۱۳۷۰ | بانو                                  | داریوش مهرجویی   |            | آری        |                                                            |
| ۱۳۶۸ | هامون                                 | داریوش مهرجویی   |            | آری        |                                                            |

| سال  | نام فیلم    | کارگردان            | سمت        | یادداشت |
| ---- | ----------- | ------------------- | ---------- | ------- |
| ۱۳۸۶ | آتش سبز     | محمدرضا اصلانی      | مدیر هنری  |         |
| ۱۳۸۵ | دست‌های خالی | ابوالقاسم طالبی     | با تشکر از |         |
| ۱۳۸۳ | گیلانه      | رخشان بنی‌اعتماد     | طراحی هنری |         |
| ۱۳۶۶ | شیرک        | داریوش مهرجویی      | منشی صحنه  |         |
| ۱۳۶۵ | اجاره‌نشین‌ها | داریوش مهرجویی      | منشی صحنه  |         |
| ۱۳۵۱ | چشمه        | آربی اوانسیان       | منشی صحنه  |         |
| ۱۳۵۰ | آزار سرخ    | غلامحسین طاهری دوست | تدوین      |         |

## تالیفات و ترجمه‌ها
از دیگر فعالیت‌های مهرجویی می‌توان به نوشتن حدود ۲۰ سناریوی بلند و سریالی و همچنین ترجمه دو کتاب از زبان‌های فرانسه و انگلیسی اشاره کرد. نیز او در فرانسه نمایشگاه‌هایی از لباس‌های سنتی ایرانی برگزار کرده بود.